# بروس أندرسون
بروس أندرسون (بالإنجليزية: Bruce Anderson) هو سياسي أمريكي، ولد في 12 مارس 1950 في سانت بول في الولايات المتحدة. حزبياً، نشط في الحزب الجمهوري لمينيسوتا ‏ والحزب الجمهوري. وقد انتخب عضو مجلس ولاية مينيسوتا.